# Shane Drake
Shane C. Drake (...) è un regista e produttore cinematografico statunitense.
Nella sua carriera ha diretto oltre 100 video musicali, collaborando con artisti internazionali come Paramore, Fall Out Boy, Avril Lavigne, Panic at the Disco e molti altri.

## Filmografia

### Produttore
- Isolated (2004)
- The Battle for L.A. (2012)

### Regista
- American Idol - settima stagione, episodi 31 e 33 (2008)

### Attore
- Eyes Front (2008)

## Premi e nomination
- MTV Video Music Awards
  - Miglior video dell'anno per I Write Sins Not Tragedies dei Panic at the Disco (2006)
  - Nomination miglior regia per Nine in the Afternoon dei Panic at the Disco (2008)
  - Nomination miglior video pop per Nine in the Afternoon dei Panic at the Disco (2008)
  - Nomination miglior video rock per Crushcrushcrush dei Paramore (2008)
  - Nomination miglior video rock per Beat It dei Fall Out Boy (2008)
  - Nomination miglior video rock per Decode dei Paramore (2009)